# Economia di Milano

1926: Visitatori e maestranze sul tetto a terrazza dello stabilimento Borletti in via Washington, il panorama cittadino alle spalle è caratterizzato da numerose fabbriche e ciminiere attive

La dinamica dell'economia di Milano ha sempre mostrato una città estremamente attiva a livello nazionale: nella sua storia il capoluogo lombardo ha spesso anticipato le linee di tendenza dell'economia della Penisola.
Milano è infatti il principale centro finanziario del Paese e sede della Borsa valori italiana (in Piazza Affari) ed è riconosciuta come uno dei più importanti poli economici d'Italia e d'Europa.

## Storia

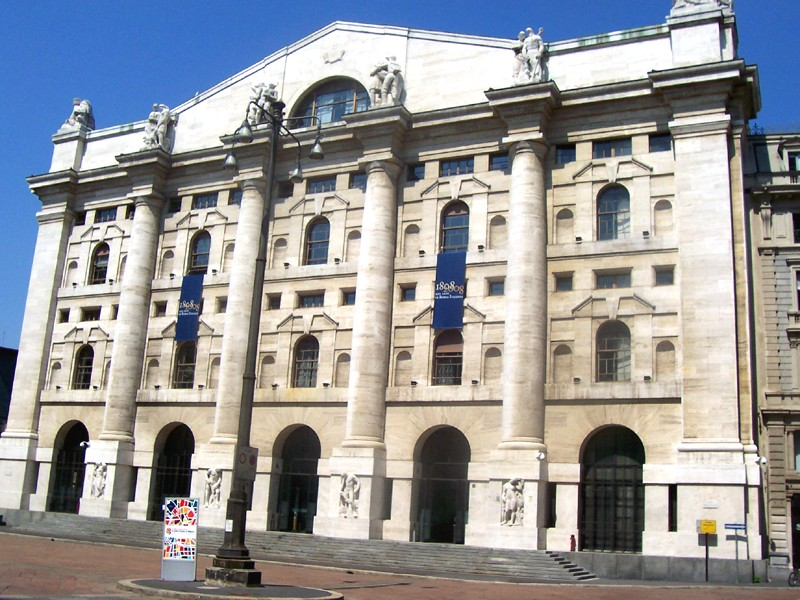
Palazzo Mezzanotte, sede della Borsa Italiana

Durante la sua storia, Milano ha spesso anticipato le tendenze dell'economia della penisola italiana: una robusta agricoltura e un diffuso artigianato con scambi commerciali intensi fin dal Medioevo e nel Rinascimento, sfruttamento delle risorse idriche e sviluppo delle comunicazioni nel periodo prontoindustriale e diffusione spinta delle attività manifatturiere, anche le più pesanti, durante l'industrializzazione, con una particolare attenzione, però, alle attività bancarie e finanziarie. Dalla seconda metà del secolo scorso ha anticipato il processo di terziarizzazione dell'economia nazionale puntando sul prevalere  sempre più marcato di un terziario avanzato in diverse direzioni, dalle tradizionali alle innovative: finanza, commerci nazionali e internazionali, direzioni aziendali, editoria, design industriale, pubblicità, intrattenimento, ricerca scientifica, biotecnologia, informatica, attività universitarie, società di marketing e media televisivi.
Milano, sede della Borsa valori italiana, quinta in Europa e nona al mondo, è il principale centro finanziario e il più importante polo economico del Paese vantando il reddito pro capite più alto d'Italia: 46 200,00 €.
Con 367 miliardi di dollari, l'area metropolitana di Milano è la prima area in Italia e undicesima al mondo per prodotto interno lordo, inoltre, è il principale polo per gli investimenti stranieri in Italia, sesto in Europa, dopo Londra, Parigi, Dublino, Madrid e Monaco di Baviera. A Milano hanno sede circa 2000 multinazionali estere, pari al 45% di quelle presenti in Italia. La regione urbana contribuisce al 10,3% del PIL nazionale, è sede di oltre il 45% di tutte le imprese presenti in Lombardia, oltre 8% presenti in tutta Italia.

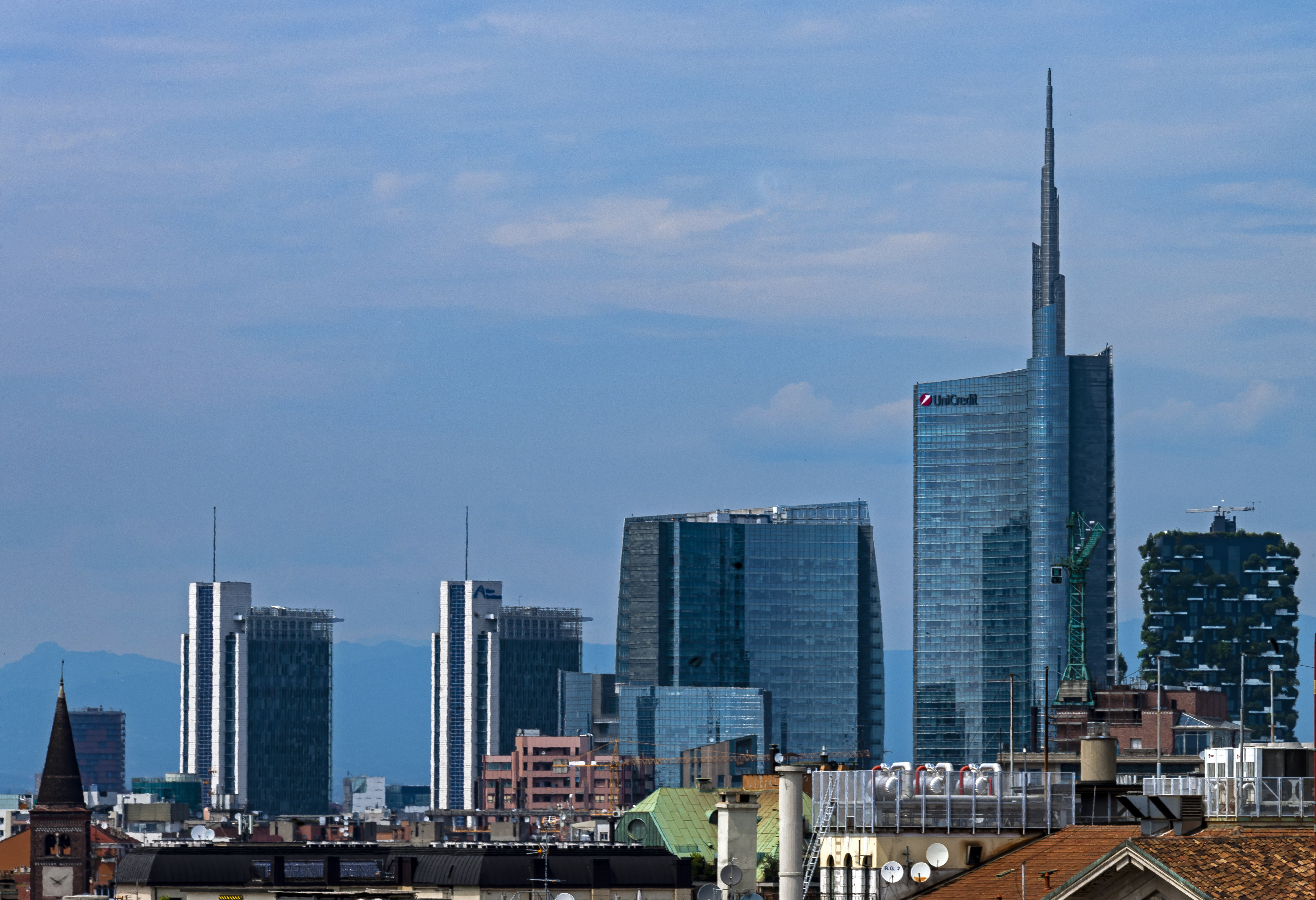
Skyline del Progetto Porta Nuova

Milano fa parte del cosiddetto "Pentagono Industriale" europeo, con altre quattro città, Londra, Parigi, Amburgo e Monaco di Baviera, inoltre è il vertice meridionale della Banana blu, l'area che delimita la zona più ricca e densamente popolata d'Europa che ha come vertice settentrionale Londra e comprende al suo interno la regione del Reno e Stati nazionali come Svizzera e Lussemburgo. Nel campo dell'informatica c'è da rilevare che molte delle società Internet più importanti al mondo come Banzai, Google, Lycos, Virgilio, Yahoo, Samsung, Microsoft, Amazon, Facebook hanno scelto Milano come loro sede in Italia. Milano è la sede principale di alcune delle più importanti banche italiane, tra cui spiccano UniCredit, Mediobanca e BPM.
Secondo uno studio del 2010 dell'Economist Intelligence Unit, Milano risulta essere la dodicesima città più cara al mondo. Secondo dati del 2011, Milano ha anche il primato nazionale di imprese attive presenti sul suo territorio ben 284 846, inoltre Milano ha anche il primato nazionale occupazionale, tasso di disoccupazione al 3,9% secondo dati ISTAT del 2007. Gli occupati di Milano rappresentano il 7,6% degli occupati italiani, il 41% di quelli lombardi. Il settore che ne registra maggiormente è il terziario, il 72,49%, seguito da quello industriale con il 27%, ultimo quello agricolo con lo 0,51%. Altro primato è rappresentato dal settore export pari al 10% dell'export nazionale (circa 33 000 milioni di Euro). La Borsa di Milano, fra le prime cinque piazze finanziarie in Europa, rappresenta l'unica porta dell'Italia sul mercato dei capitali internazionali, ha 332 società quotate, scambi medi giornalieri pari a 3 miliardi di euro e una capitalizzazione complessiva delle società quotate di 425 miliardi di euro nel 2010, pari a oltre il 27% del Pil italiano.
Al sistema bancario si affianca un cospicuo numero di finanziarie tra cui 120 società di leasing, 17 di factoring, 52 società per la gestione del risparmio, 120 intermediari di investimenti mobiliare, 14 finanziarie specializzate nel credito al consumo, alcune centinaia di finanziarie impegnate nell'erogazione di mutui, e ospita la sede di ben 17 Camere di Commercio straniere. A Milano vi sono le sedi italiane delle principali agenzie di rating mondiale, Standard and Poor's, Moody's e Fitch Ratings.

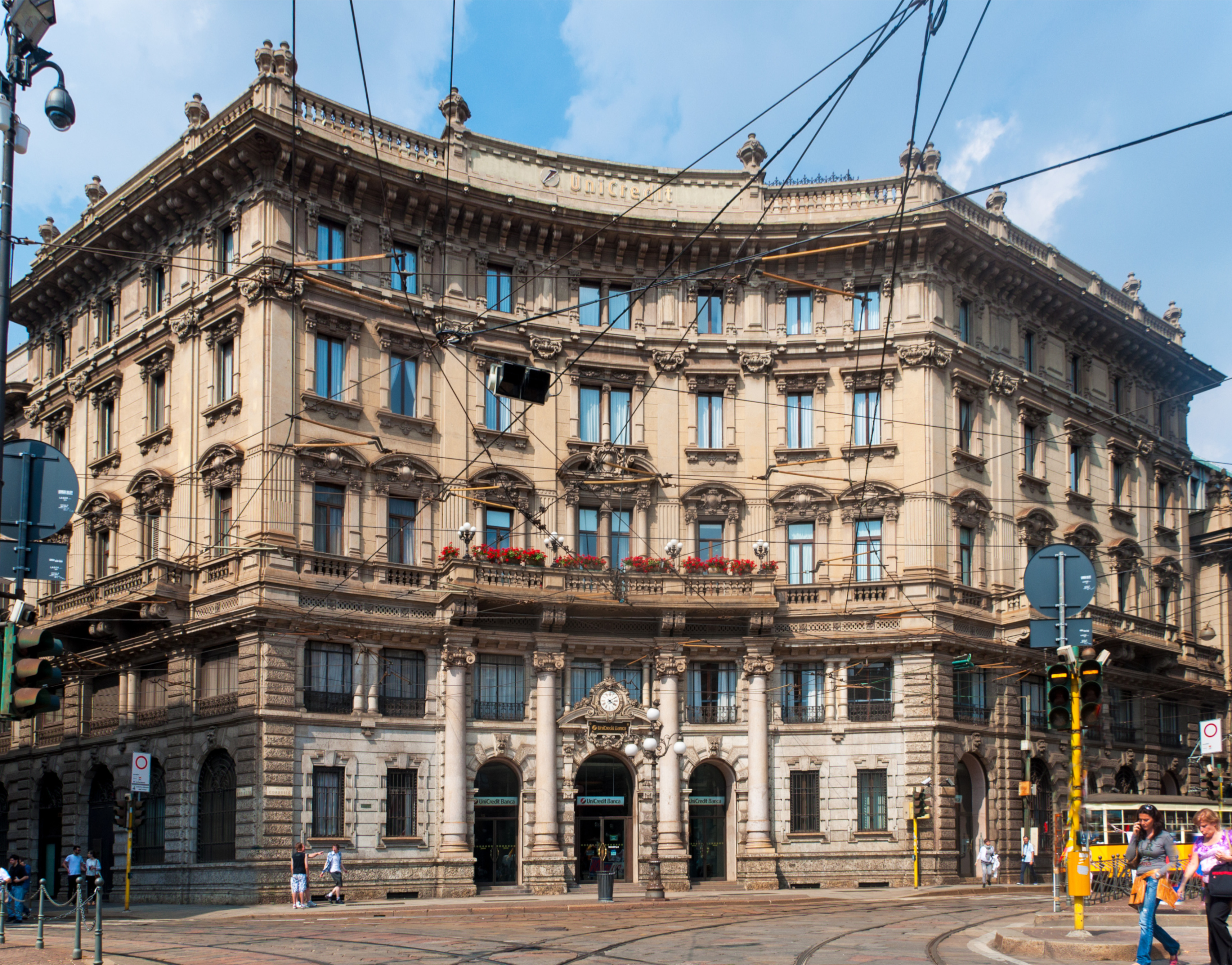
Sede storica di UniCredit in Piazza Cordusio.

A Milano è in forte sviluppo il settore delle biotecnologie, specialmente per quanto riguarda antibiotici e farmaci oncologici; la città ospita circa il 50% delle 200 industrie biotecnologiche presenti in Italia.
A Milano è in fase di approvazione anche il progetto di “Stephenson Business District”, contenuto nel PGT del 2030, ovvero un quartiere finanziario situato al nord della città, in Via Stephenson, sul modello di Canary Wharf a Londra o La Défense a Parigi, che prevede la costruzione di 50 grattacieli alti come il Pirellone, su una superficie di 450000 m², con una stima di 6miliardi di investimento, la creazione di 66 000 nuovi posti di lavoro.
Milano è anche la capitale italiana del non profit, con diecimila istituzioni attive al riguardo, con una percentuali del 5% degli occupati fra tutti gli occupati milanesi, in confronto a una media nazionale del 3%, mentre l'incidenza delle organizzazioni non profit con dipendenti risulta nettamente superiore nell'area milanese 39%, contro il 28% della Lombardia e il 22% dell'Italia.
Milano è anche la capitale italiana degli stage, nel solo Comune si sono svolti nel 2010 almeno tredicimila stage, e contando anche l'area metropolitana il numero sale a 16 000. Dei 23 600 stage censiti poco più di 21 000 sono promossi dalle università e circa un terzo (pari ad almeno settemila persone) riguarda "fuorisede", provenienti da altre province o regioni.
La maggior parte degli stage si svolge nelle imprese private (83%), seguono gli enti pubblici (12%), le associazioni non profit (3%) e infine un 2% ha luogo all'interno delle stesse università. In Lombardia solo nelle imprese private hanno luogo ogni anno oltre 65 000 stage, un sesto degli stage di tutta Italia.
Milano è la capitale italiana delle invenzioni, con oltre il 22% di depositi di idee di tutto il paese con oltre quindicimila domande di brevetto depositate nel solo 2011, 640 sono modelli di utilità e design, 2423 invenzioni, il 25,5% di quelle italiane, e 12451 marchi, il 22,4% di quelli italiani. Milano è anche la capitale dei brevetti energetici: si calcola infatti che dal 1980 al 2012 il 40% delle domande di brevetto in Italia siano state depositate a Milano, infatti, un quinto delle imprese nazionali attive nell'energia sono in Lombardia, solo a Milano ne risiedono oltre un nono dell'intero valore nazionale, record italiano.
Milano è la città italiana con il più alto caro-affitti con una media di 15,6 € al metro quadro, precedendo Roma ferma ai 15,4 € a metro quadro.
In base a dati provenienti da statistiche internazionali del 2011 Milano risulta esser la città italiana migliore per investimenti e business, la più conveniente, difatti Milano è la diciannovesima città al mondo per costo di viaggio d'affari di livello internazionale, nona città in Europa, con 512 € al giorno, guadagnando in competitività ben quattro posizioni se si prende in considerazione l'anno precedente e ben nove posizioni se si considera l'anno 2009.
Altra eccellenza milanese è l'agricoltura, con 2900 ettari coltivati su 18 000 di superficie totale, Milano è il secondo comune agricolo d'Italia, ma il primo per produttività.
Milano è anche la capitale italiana dell'hi-tech, dell'informatica e dell'innovazione. In particolare nel settore del Web e di Internet, la città si mostra leader indiscussa sul piano nazionale, a Milano ha infatti sede più di un'impresa su otto, circa il 12,9% sul totale nazionale, ovvero 73 sedi di impresa, tra quelle attive in Italia come portali Web o fornitori di servizi di hosting, un numero in costante crescita, +102,8% tra 2009 e 2010. Tra le società attive nel capoluogo lombardo spiccano le sedi legali dei social network e dei motori di ricerca più famosi al mondo, ma anche di portali dedicati a consigli turistici e gastronomici. Milano con ben 167 000 lavoratori impiegati nel digitale e ben 23 000 imprese attive nell'Information and Communication Technology (ICT): dai servizi informatici alle attività di design, grafica e web, dalla produzione televisiva, cinematografica e musicale all'edizione di software, dalla pubblicità e ricerche di mercato alla direzione aziendale e consulenza gestionale, è la città leader in Italia nel digitale ospita oltre la metà delle imprese digitali lombarde (il 55,4%) e quasi una su 7 (il 13,4%) di quelle italiane. Anche sotto il profilo dell'occupazione, i dati evidenziano il primato di Milano nel digitale, con il 73,7% degli addetti rispetto alla Lombardia e il 21% rispetto all'Italia. Tra le piccole imprese del settore, in oltre due casi su tre, circa il 68%, il titolare ha meno di 40 anni e in un caso su cinque è donna.
Milano è prima in Italia per business center con oltre 300 attività che gestiscono uffici 'a tempo', di cui ben 270 a Milano città. È quanto emerge da un'elaborazione della Camera di commercio di Milano su dati registro imprese al II trimestre 2013 e 2012. La Lombardia è la regione leader in Italia sia per numero di uffici temporanei (738, +2,1% rispetto al 2012), sia per imprese che, più in generale, offrono servizi a supporto delle attività di uffici e di temporary shop, quasi mille, un quarto del totale nazionale, con una crescita del 4,1% in un anno, contro il +2,6% italiano.
Milano è la città che ospita il maggior numero di imprese in Italia, infatti una società su 12 in Italia si concentra a Milano (8,5%), dato che sale per quelle di capitali (11%) e in particolare per le Spa (19%).
Da uno studio mondiale emerge che Milano è al 18º posto su scala mondiale per città che offre più opportunità, unica città italiana tra le prime trenta. Il capoluogo lombardo risulta primo nella classifica mondiale sui posti di lavoro nel settore finanziario rispetto alla forza lavoro occupata in altri settori, nonché sesto nella graduatoria mondiale dedicata ai servizi in banda larga, davanti a città come New York, Tokyo, Madrid e Parigi.

## Settori economici

### Moda

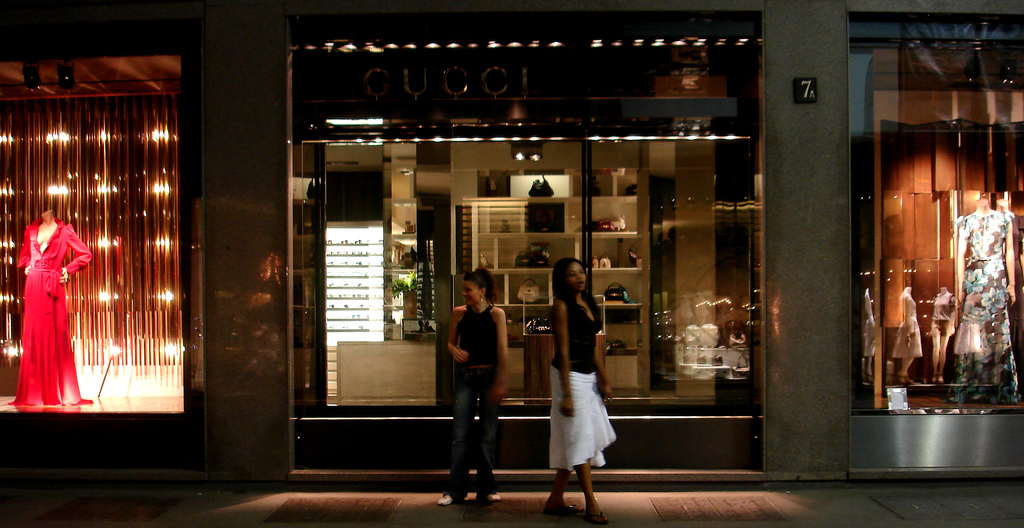
Via Monte Napoleone: il negozio di Gucci, 2006

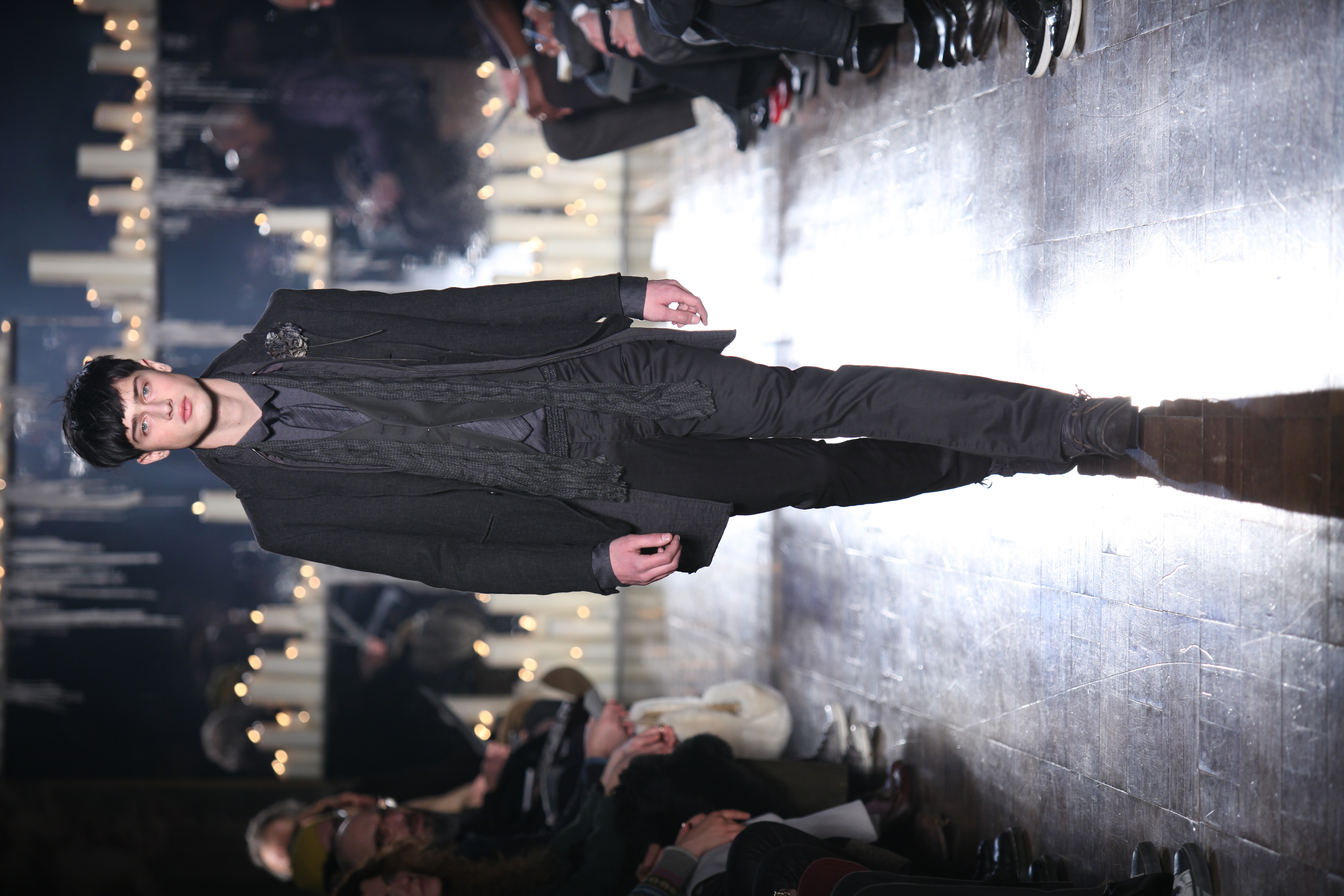
Un momento della settimana della moda di Milano di febbraio 2010.

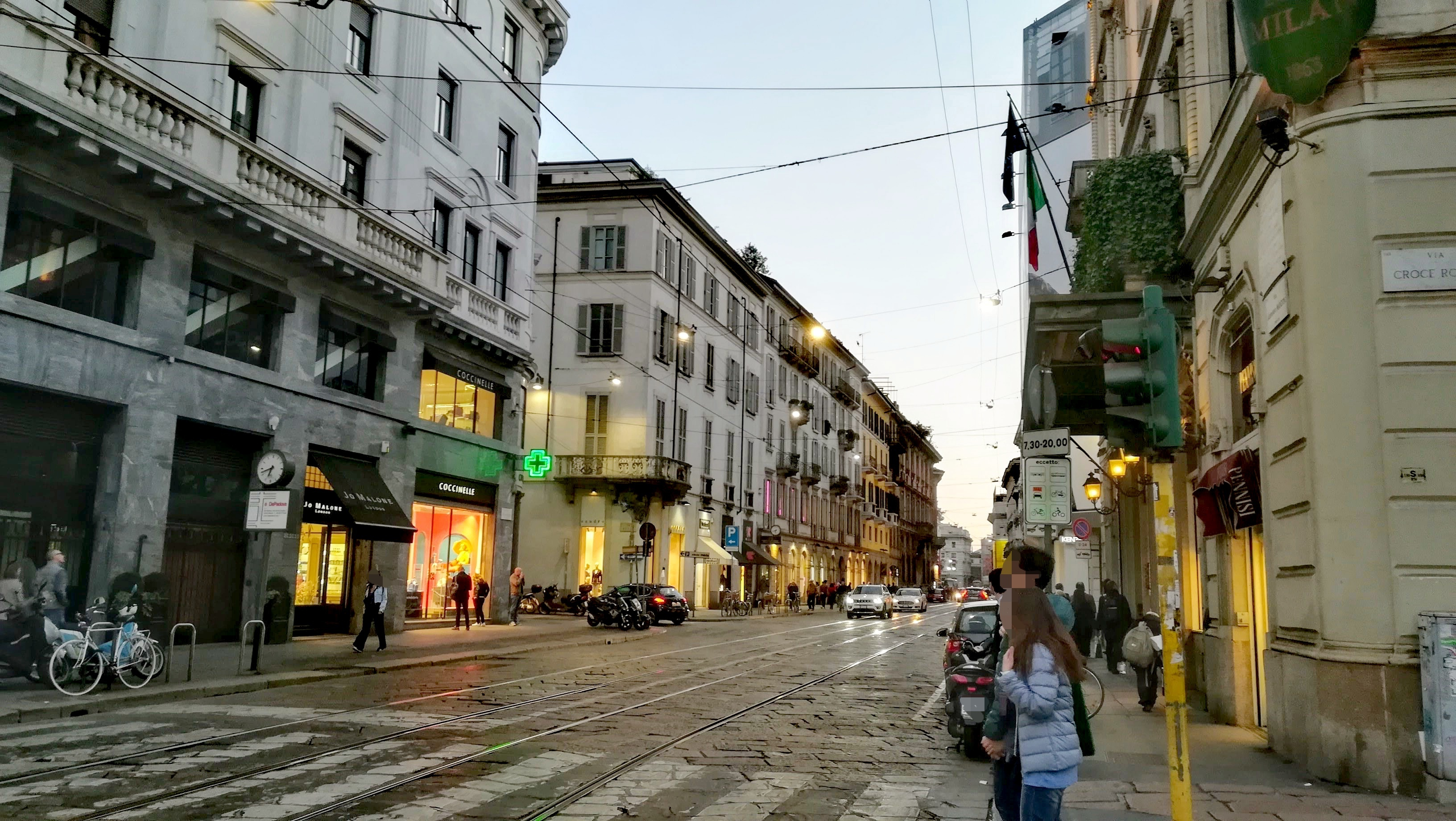
Via Manzoni, prestigiosa via del quadrilatero della moda.

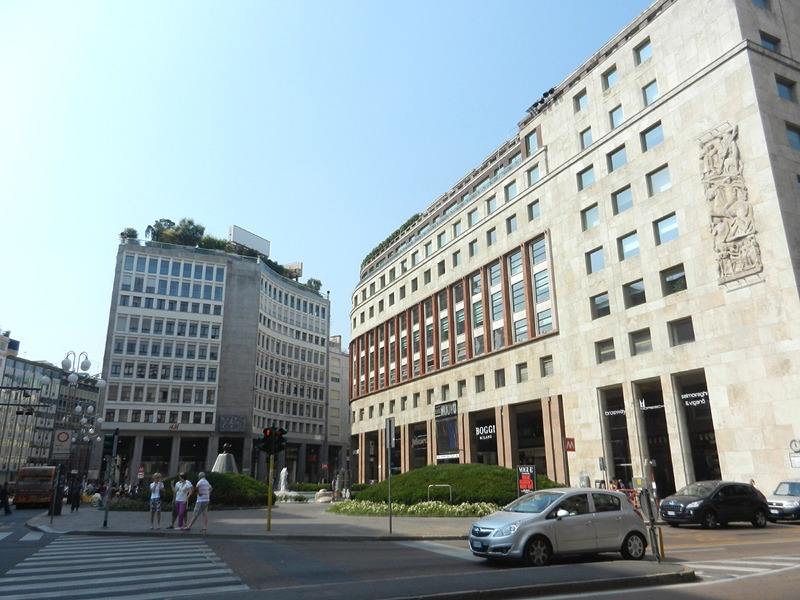
Piazza San Babila, situata all'incontro di prestigiose vie della moda.

Dagli anni ottanta Milano è divenuta famosa come "Città della Moda" e oggi ne è una delle capitali mondiali. Ospita la settimana della moda curata dalla Camera Nazionale della Moda Italiana con sede a Milano. Il settore conta su 12 000 aziende, 850 show-room, 6000 punti vendita e un fatturato di quasi 4 miliardi e mezzo di euro di esportazioni (pari al 9% del totale nazionale) con un saldo attivo pari a 662 273 068 €, 14 scuole di moda che attirano più di 6000 studenti soprattutto stranieri. 
Inoltre sono dedicate alla moda eventi e spettacoli che si susseguono in tutte le zone della città per quattro settimane l'anno, in corrispondenza delle quattro sfilate internazionali della settimana della moda, Milano Moda Donna autunno/inverno (febbraio, marzo), Milano Moda Uomo autunno/inverno (gennaio), Milano Moda Donna primavera/estate (settembre, ottobre), Milano Moda Uomo primavera/estate (giugno). 
A Milano hanno sede alcune delle più importanti case di moda italiane, Versace, Dolce & Gabbana, Trussardi, Armani, Valentino, Prada, Krizia, Breil, Costume national, Moschino, Fratelli Rossetti, Ferrè, Luxottica, Etro, Moncler, Dsquared², Alviero Martini, Miu Miu, Marni, Panerai, Frankie Morello, Pomellato, Buccellati e vi si possono trovare le più importanti straniere Maison Martin Margiela, Viktor & Rolf, Abercrombie & Fitch, Church's, Cartier, Yves Saint Laurent, Jean-Paul Gaultier, Les Copains, Givenchy, Christian Lacroix, Dior, Calvin Klein.
La maggior parte di questi negozi si concentra nel quartiere della moda di Milano, il Quadrilatero della moda, dove vi sono le più prestigiose vie della città, Via Monte Napoleone, Via Della Spiga, Via Sant'Andrea, Via Borgospesso, Via Manzoni, Via Santo Spirito, Corso Venezia, Corso Matteotti, Via Bigli, Via Senato, Via Bagutta. Altre zone dello shopping sono la Galleria Vittorio Emanuele II, definita come "il più antico centro commerciale" al mondo, Corso Buenos Aires, tra le più lunghe vie commerciali d'Europa, piazza Duomo, Via Torino, Corso di Porta Ticinese, Via Vittorio Emanuele II, Piazza San Babila, Via Dante e Corso Vercelli, Corso Genova. 
Inoltre è previsto per il 2015 l'inaugurazione della Città della moda, un'area di 110 485 m², che comprenderà 15 000 m² di strutture residenziali, 50 485 m² dedicati al settore terziario e 10 000 a quello invece commerciale (shops e store). A questi si aggiungono 15 000 m² di spazi ricettivi e 20 000 dedicati al MOdAM, il museo della Moda, sorgerà nell'area Garibaldi-Repubblica progettato dall'architetto internazionale César Pelli. Milano, secondo un sondaggio del 2011 di TripAdvisor, il più grande sito di recensioni di viaggio al mondo, è stata incoronata la città europea con gli abitanti dal look più trendy, piazzandosi al primo posto della classifica delle città più alla moda in Europa, prima di Parigi arrivata seconda. Milano è stata anche definita terza capitale dello shopping mondiale dopo New York e Londra, e prima di Parigi, Dubai e Tokyo. Nel 2009, Global Language Monitor ha dichiarato Milano capitale mondiale della moda battendo New York, seconda in classifica, e Parigi, terza. 
Dal Global City Report 2012, Milano risulta essere la capitale europea della moda, indiscussa città leader nel settore sul continente. Nel 2013 si sono registrati 7 miliardi di interscambio (quasi 4 miliardi di esportazioni e 3,2 miliardi di importazioni). In crescita l'export milanese (+6,4%), soprattutto verso i paesi del Medio Oriente (17,9%), dell'Asia Orientale (11,8%), dell'America centro-meridionale e dell'Asia Centrale (6,7%). Oltre la metà delle esportazioni è diretta in Europa (il 31,4% nei paesi dell'Unione Europea e il 20,6% verso gli altri paesi europei) e oltre un quarto in Asia orientale. Tra i paesi dell'Ue si esporta soprattutto verso Francia (37,4%), Germania (15,3%) e Regno Unito (11,5%). Tra gli altri paesi europei si esporta soprattutto verso la Svizzera (48,4%) ed è di oltre 200 milioni di euro il valore delle esportazioni in Russia (25,6%). In Asia orientale le principali mete di esportazione sono il Giappone (25%) e Hong Kong (23,1%) poi vi è un (10%) verso l'America Settentrionale. Milano è al primo posto in Italia per numero di addetti (80 030) nel settore, seguita da Napoli (42 304) e Firenze (37 605).

### Design

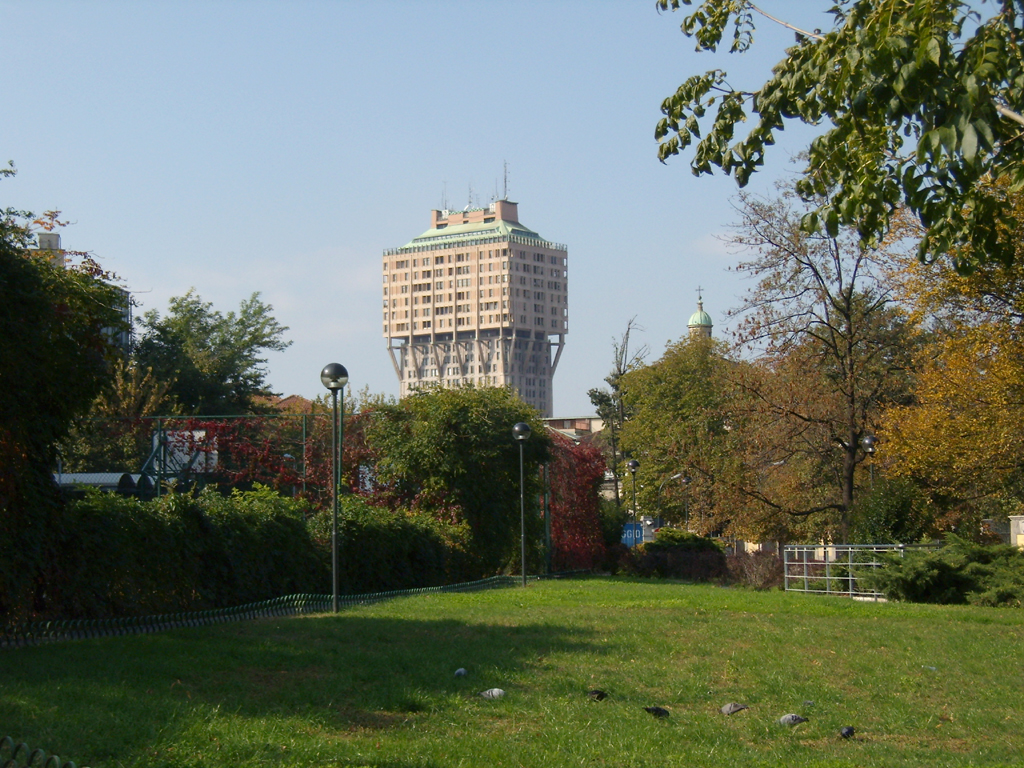
Torre Velasca, una delle opere più significative dell'architettura italiana del dopoguerra, realizzata dal gruppo BBPR.

Milano è, insieme a Torino, al vertice nel design industriale. Ospita infatti annualmente il Salone Internazionale del Mobile, il più importante punto di riferimento a livello mondiale per gli operatori del settore casa-arredo, e l'evento artistico culturale correlato Fuori Salone. A Milano viene assegnato anche il Premio Compasso d'oro, premio istituito da Giò Ponti e assegnato dall'Associazione per il Disegno Industriale (ADI), il premio di design più importante al mondo. Sono 523 le aziende di design che operano nell'area urbana milanese, 11,46% dell'intero settore nazionale, 1191 quelle che operano in Lombardia. Milano ha un guadagno sull'export del settore pari a 950 milioni di euro, 11,3% del totale nazionale. Nel 2005 le esportazioni del design milanese hanno interessato principalmente l'Europa (67%) e gli Stati Uniti (15,3%). Nello stesso anno si è registrato anche un aumento significativo delle esportazioni in Cina, cresciute del 45% rispetto all'anno 2004. Su 612 imprese eccellenti di design in Italia selezionate dall'Associazione per il Disegno Industriale, 147 (24,1%) si trovano nella Provincia di Milano.

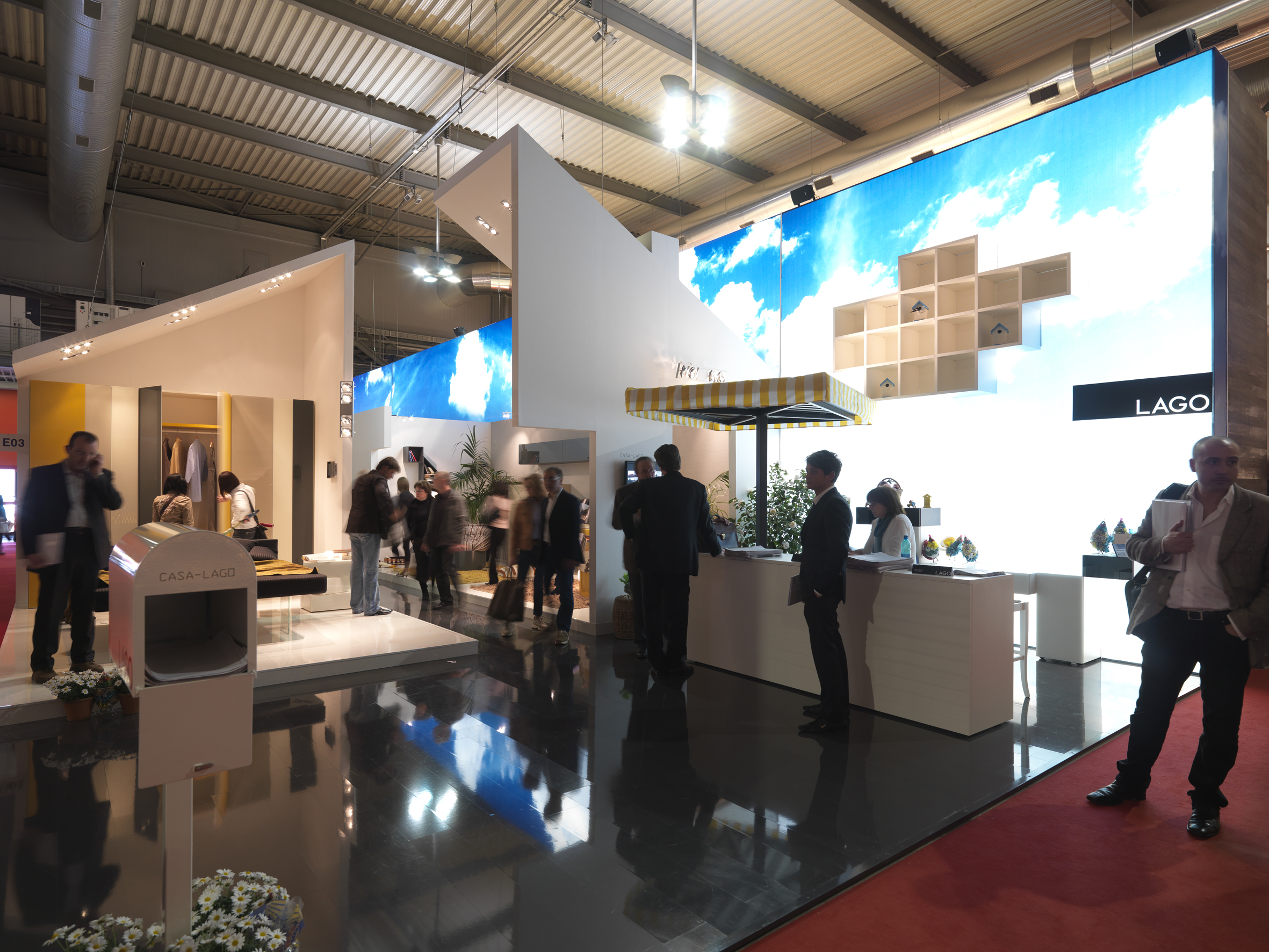
Un momento del Salone Internazionale del Mobile 2008

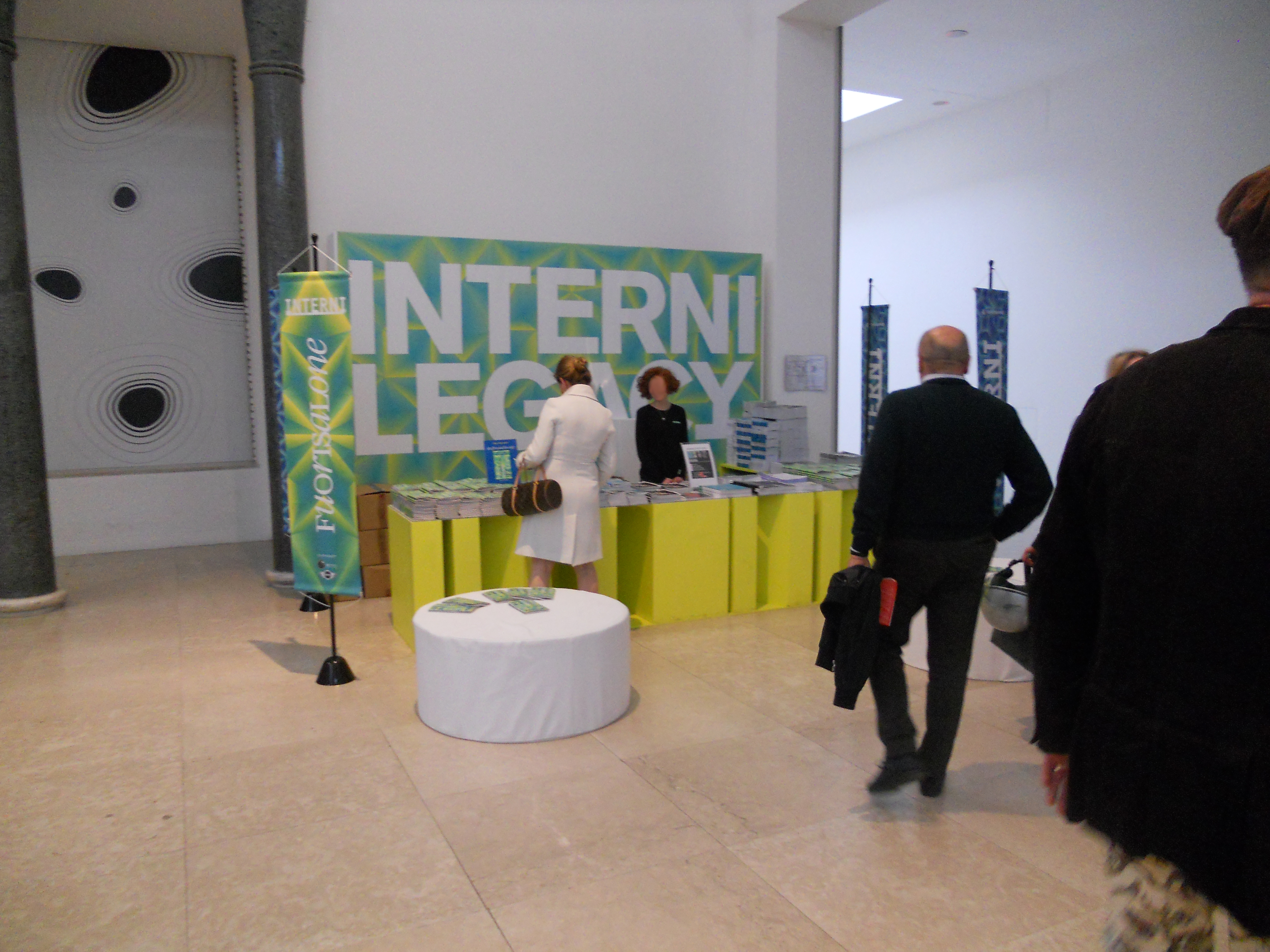
Un momento del Fuorisalone 2012

A Milano lavorano e hanno lavorato designer noti a livello internazionale: Marco Zanuso, Achille Castiglioni, Giò Ponti, Franco Albini, Alberto Rosselli, Marcello Nizzoli, Vico Magistretti, Cini Boeri, Lica e Albe Steiner, Bruno Munari, Ernesto Nathan Rogers, Antonia Campi, Bob Noorda, Lodovico Barbiano di Belgiojoso, Giotto Stoppino. Al Salone Internazionale del Mobile si aggrega quella che viene definita "settimana del design", con eventi e mostre a cielo aperto che si svolgono in tutta la città in concomitanza del "Fuorisalone" nel periodo di aprile. Zone particolarmente coinvolte sono l'area di Via Tortona, Brera, entrambi classicamente definiti come quartieri del design, ma anche Lambrate, Bovisa, Porta Romana, Cimitero monumentale, Via Monte Napoleone, piazzetta della Croce Rossa, Via Borgonuovo, Largo Treves, Via Ceresio, Via Bramante, dove si trova la sede dell'ADI, Via Alemagna, dove è situata la Triennale Design Museum, Via Palestro, Corso Venezia, Via Manzoni, Via Mozart, Via Volta, oltre che buona parte del centro storico come Piazza Duomo, Piazza San Fedele, Piazza Loggia dei Mercanti e Piazza Palazzo Reale.
Milano ha sviluppato diversi progetti urbanistici a favore del settore come l'ampliamento dell'attuale Fiera di Milano di Rho/Pero, già adesso il più grande d'Europa, la riqualificazione della vecchia Fieramilanocity nell'avveniristico quartiere CityLife che ospiterà anche mostre di design, e la riqualificazione della sede dell'Associazione per il Disegno Industriale, nell'area ex-Enel nelle adiacenze del Cimitero monumentale di Milano in zona Paolo Sarpi, la costruzione di due piazze pubbliche di tremila e seimila m² dove verranno create anche i quartieri generali di Dsquared² e Neil Barret.

### Editoria
Milano è la capitale editoriale d'Italia; vasto è il settore dei quotidiani, così come sono numerose le sedi di importanti periodici di ambito nazionale e internazionale. Le imprese impegnate nel ciclo editoriale e di stampa censite nella sola provincia di Milano sono 4754. Gli editori, in senso stretto, sono 700, pari al 21% del totale nazionale, record italiano. Milano è ad oggi sede dei principali gruppi editoriali italiani: Arnoldo Mondadori Editore, Feltrinelli, Garzanti, Hoepli, Giuffrè Editore, Mursia, Rcs MediaGroup, Touring Club Italiano, Gruppo Editoriale Mauri Spagnol (Gems), Alpha Test, Editoriale Domus, Edizioni San Paolo, Longanesi. 
A Milano si pubblicano il 70% dei libri che gli italiani leggono, il 90% dei bestseller d'Italia viene pubblicato da una casa editrice milanese, il 60% dei libri vengono distribuiti da una catena o un'organizzazione con quartier generale a Milano. Milano è la capitale italiana degli ebook, difatti, circa una casa editrice di e-book su tre si trova in Lombardia, ben il 32,5% del totale nazionale. Milano è la città italiana dove si legge di più, prima di Trento e Trieste.

### Vita notturna

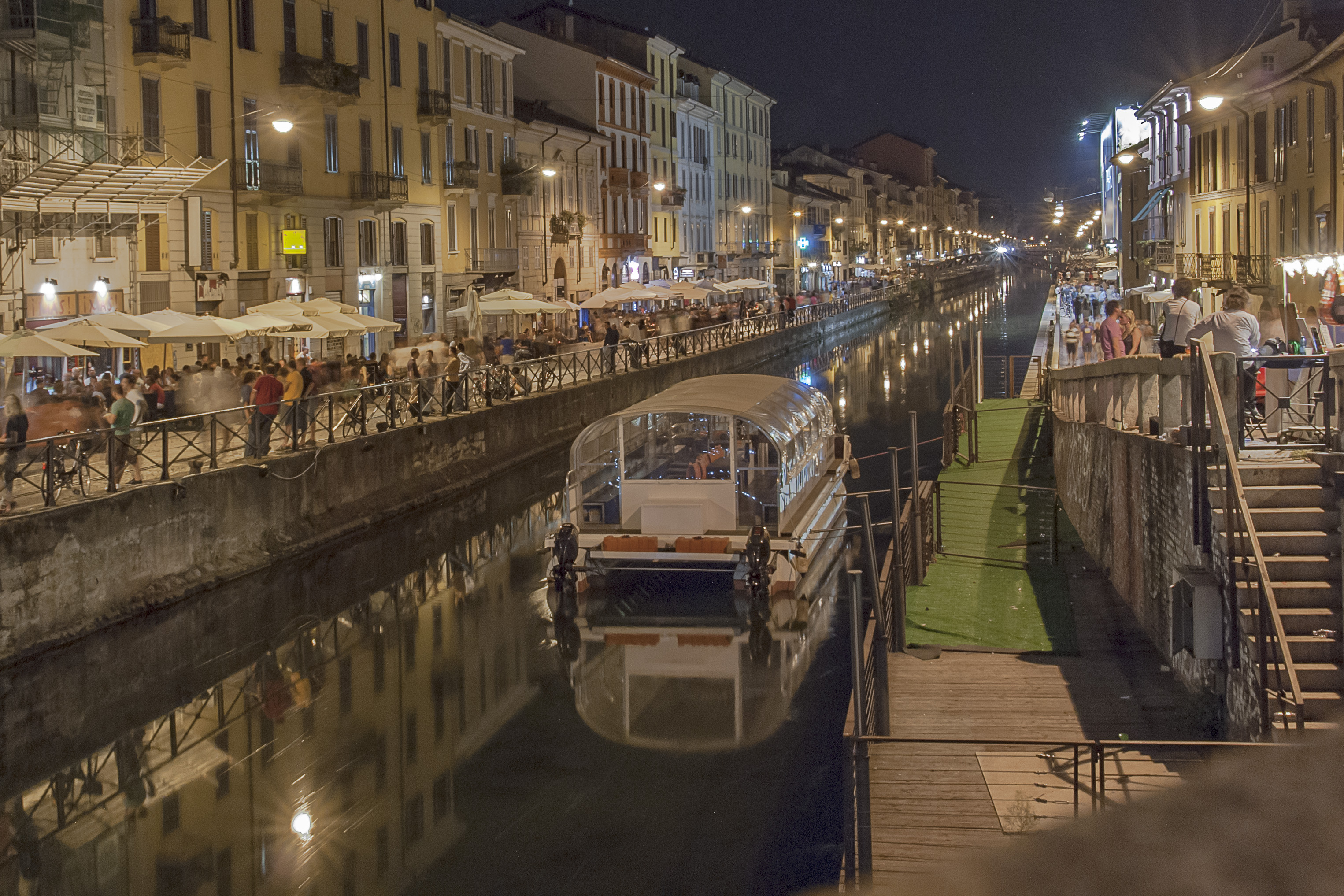
Il Naviglio Grande di notte.

Milano è spesso citata dai media per la sua vivace vita notturna, tanto da soprannominarla a partire dalla metà degli anni ottanta Milano da bere.
La città è ricca di eventi mondani che in maniera frequente vengono intrecciati a manifestazioni internazionali che riguardano la moda e il design. A Milano sono nati e sono stati importati da paesi esteri tanti riti tipici del tempo libero, che hanno fatto della movida milanese una delle più conosciute ed emulate in Italia e non solo. Il panorama della night-life milanese è frequentato da soggetti appartenenti al mondo dello spettacolo, della televisione, dei media e dello sport, i cosiddetti VIP, nonché da illustri personaggi del mondo politico ed economico. Oltre a loro un gran numero di giovani, specialmente universitari, si riversano nelle zone della vita notturna, a delle volte recando disagi agli abitanti di queste zone. 
Per questo il Comune ha emesso diverse ordinanze a favore della quiete pubblica per i residenti in difficoltà, a ciò va aggiunto che alcuni locali sono stati chiusi e sequestrati con ordinanza giudiziaria perché al loro interno si svolgevano attività illecite, ad esempio lo spaccio e uso di droga. Cosicché molte discoteche sono divenute popolari a livello nazionale anche per via dei numerosi scandali che le hanno coinvolte sui quali la magistratura meneghina ha aperto diverse inchieste su corruzione, tangenti e sfruttamento della prostituzione, una tra le più famose è Vallettopoli. 

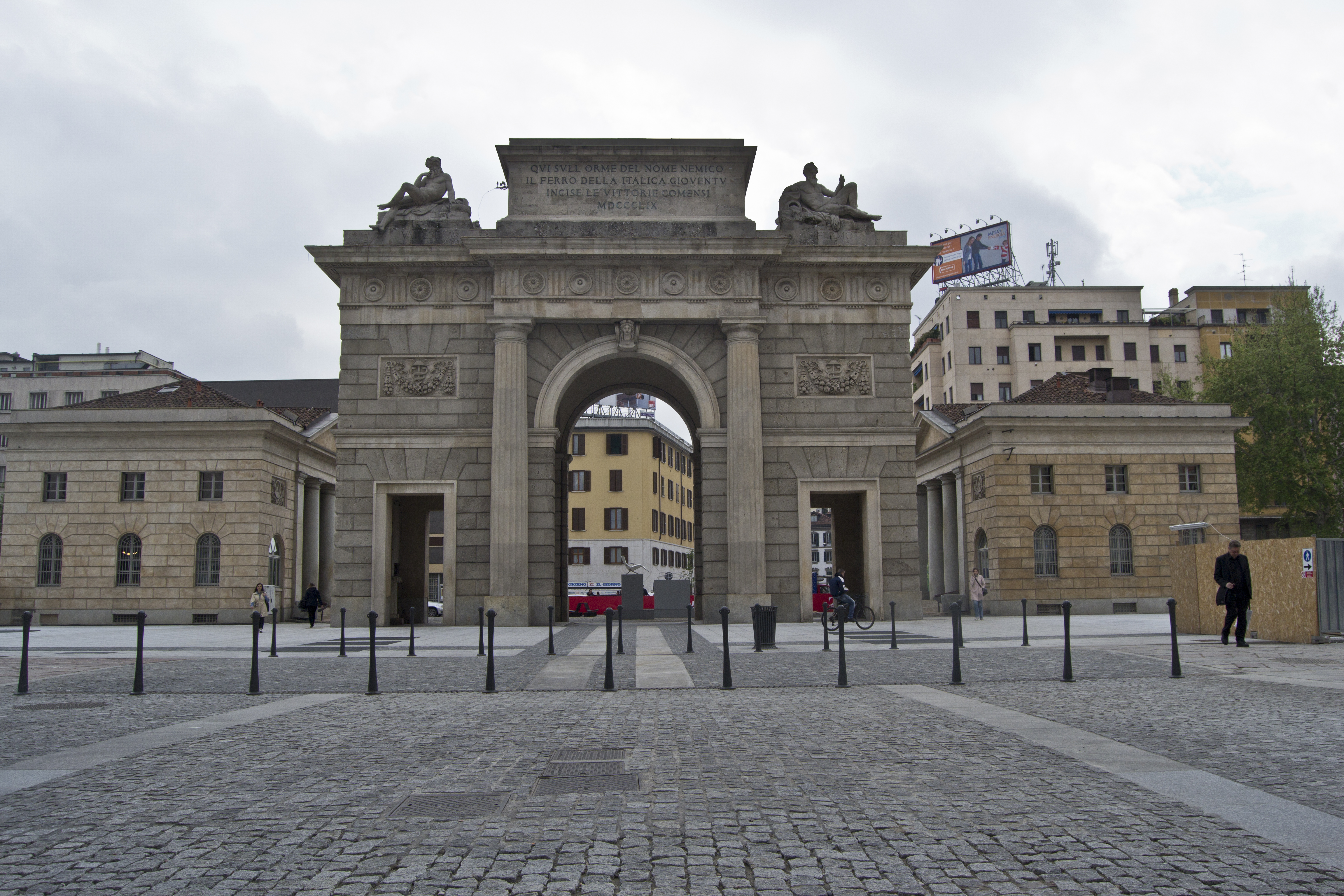
Porta Garibaldi vista da Corso Como.

Le zone con la più alta concentrazioni di locali sono: Porta Garibaldi, soprattutto Corso Como, Porta Ticinese, soprattutto le Colonne di San Lorenzo, Porta Sempione, specialmente nei pressi dell'Arco della Pace, Porta Romana, soprattutto nelle vicinanze dell'Università commerciale Luigi Bocconi, Piazza della Repubblica nei pressi della stazione di Milano Centrale, Porta Magenta, Porta Vittoria, il quadrilatero della moda, oltre ai due quartieri notturni per eccellenza, i Navigli e Brera. 
Anche altre zone stanno conoscendo una discreta vitalità notturna che sembra destinata a crescere, sono aree più periferiche ma a delle volte confinanti con alcune delle aree precedenti, tra queste meritano menzione Isola, che sta subendo un vero e proprio restyling dovuto soprattutto alla riqualificazione del quartiere per via dell'Expo 2015, oltre a Bicocca, Città Studi, quartieri prettamente abitati da universitari, Lambrate e Quartiere Forlanini, nello specifico quest'ultimo si vivacizza particolarmente nel periodo estivo dato che la maggior parte dei locali ubicati nella zona sono all'aperto, in vicinanza dell'Idroscalo di Milano. Da una ricerca della società leader in prenotazioni di alberghi on line, Milano è risultata per gli italiani come la città dalla migliore vita notturna e intrattenimento culturale, in Italia.